# Siam Park

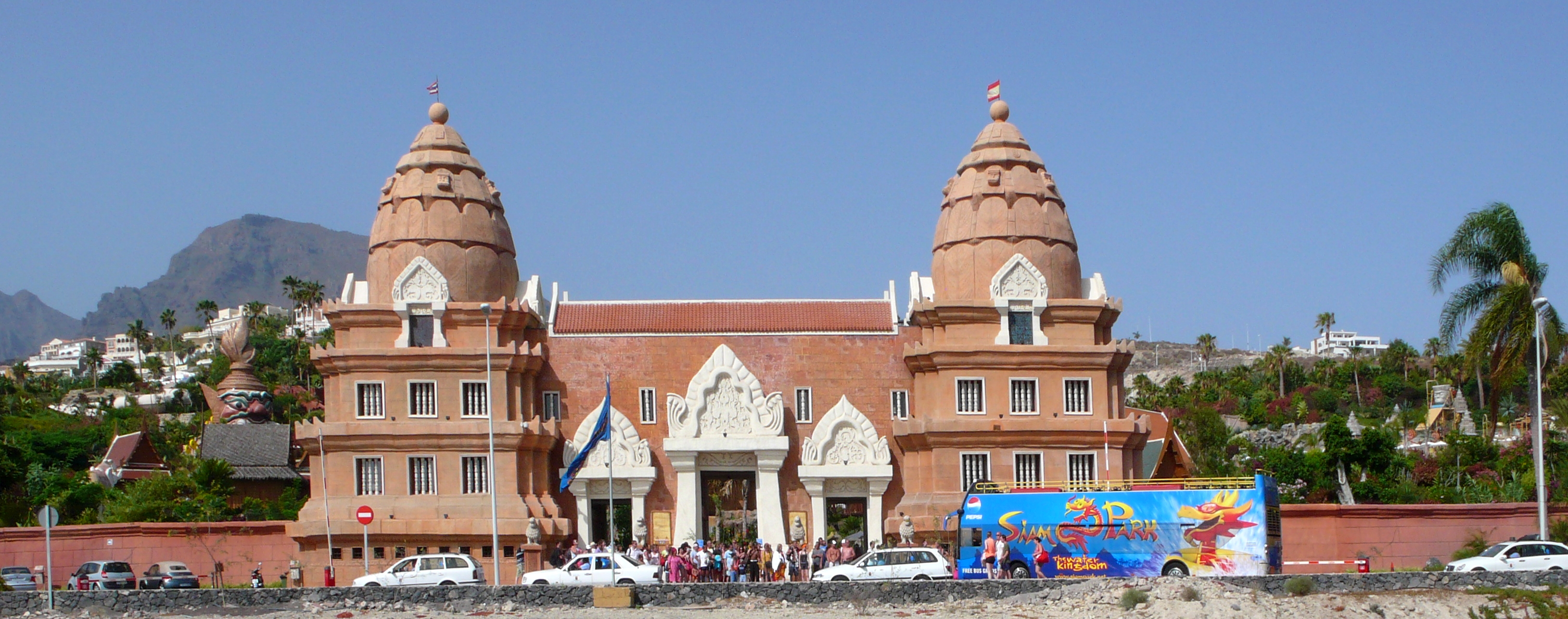
Головний вхід у Siam Park

28°04′18″ пн. ш. 16°43′36″ зх. д. / 28.071764° пн. ш. 16.726573° зх. д.
Siam Park — аквапарк, що розташований у муніципалітеті Адехе на острові Тенерифе, одному з Канарських островів. Аквапарк розташований на ділянці площею 18,5 га і вважається найбільшии водним атракціоном в Європі. Парк повністю присвячений тайській тематиці, а на церемонії відкриття парку була присутня принцеса Таїланду Маха Чакрі Сіріндхорн.

## Історія
Будівництво Сіамського парку почалося в 2004 році і коштувало приблизно 52 млн євро. Відкриття було заплановано на травень 2007 року, але його відклали до 17 вересня 2008 року.

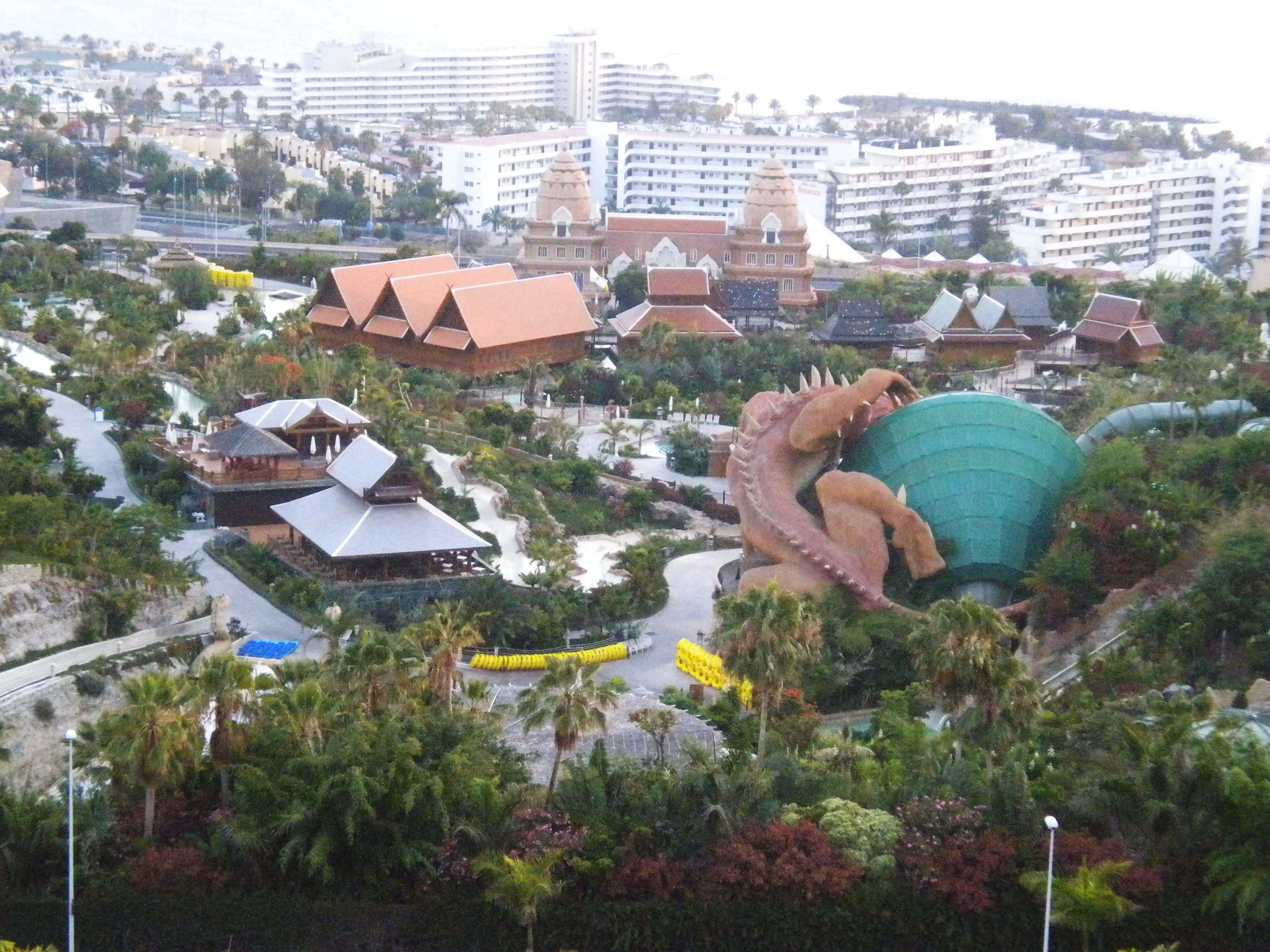
Панорама парку

Тайська тематика була впроваджена у всіх атракціонах, будівлях та ресторанах. Власником парку є Крістоф Кісслінг, який також володіє зоопарком «Лоро-парк» у місті Пуерто-де-ла-Крус. Він отримав дозвіл королівської сім'ї Таїланду на використання назви Сіам, але за побажанням короля, відмовився від використання копій тайських королівських палаців, храмів та статуй Будди.

## Атракціони
В аквапарку є 25 різних гірок, дитяче містечко — в комплекс якого входять басейни з гірками, повільна річка — найдовша в світі та унікальний палац хвиль.
- Палац хвиль — величезний басейн з пісочним пляжем і штучними хвилями. Басейн вміщує понад тисячу осіб. Хвиля досягає 3-х метрів у висоту і є найбільшою в світі серед аквапарків.
- Змія джунглів — один з найвідвідуваніших атракціонів. Це чотири перекручених між собою гірки, катаючись на яких можна розвинути велику швидкість.
- Дракон — водяна гірка і найбільша статуя дракона в світі.
- Гігант — величезна водяна гірка.
- Вежа сили (Tower of Power) — найбільша гірка в Сіам Парку. Це практично вертикальний спуск заввишки 30 м.
- Швидкісний спуск (Naga Racer) — шестисмуговий спуск.
- Загублене місто — дитяче містечко.
- Лінива річка (Mai Thai River) — повільна штучна річка. Атракціон замислювався як прогулянкова екскурсія по території парку.
- Меконг (Mekong Rapids) — найдовша водяна гірка, круті повороти якої створюють враження сплаву по гірській річці на рафтингу.
- Вулкан (The Volcano) — лазерне шоу, що показує момент виверження вулкана.

## Рекорди
- Найбільша в світі статуя дракона
- Найвищі штучні хвилі в басейні
- Найбільший комплекс споруд в тайському стилі за межами Таїланду